# Carl Åkermarks stipendium
Carl Åkermarks stipendium är en utmärkelse som Svenska Akademien tilldelar dramatiker, skådespelare, regissörer eller scenografer inom svensk teater. Prissumman på 50 000 kronor utgår från en fond donerad 1984 av bankmannen Carl Åkermark (1888–1983).

## Pristagare (urval)
- 1989 – Thommy Berggren, Eva Bergman, Agneta Ekmanner och Ulf Johanson[5]
- 1990 – Harriet Andersson, Kim Anderzon, Anders Beckman, Ernst Günther och Iwar Wiklander[6]
- 1992 – Jan Blomberg, Gerd Hagnell, Mary Stoor, Meg Westergren och Gunnar Öhlund[7]
- 1993 – Birgitta Andersson, Jörgen Lantz, Maria Lundqvist, Rolf Skoglund och Rickard Günther[8]
- 1994 – Sara Arnia-Bredefeldt, Helena Brodin, Henric Holmberg, Göran Ragnerstam och Wiveka Warenfalk[9]
- 1997 – Reine Brynolfsson[10]
- 1998 – Tom Fjordefalk, Eva Gröndahl, Eva Millberg, Anna Pettersson och Skillinge Teater[11]
- 2002 – Mats Andersson[12]
- 2004 – Siri Hamari, Hilda Hellwig, Kenneth Kvarnström och Göran Wassberg[13]
- 2007 – Anna Andersson, Mattias Andersson, Irene Lindh och Moment teater[14]
- 2013 – Jenny Andreasson, Livia Millhagen, Shanti Roney och Teatr Weimar[15]
- 2014 – Petra Fransson, Emil Graffman, Bo W. Lindström och Melanie Mederlind[16]
- 2015 – Erik Ehn, Nina Sandström, Tobias Theorell och Nina Zanjani[17]
- 2016 – Erik Borgeke, Sven Dahlberg, Lo Kauppi och Sofia Jupither[18]
- 2020 – Malin Berg, Agneta Ehrensvärd, Maia Hansson Bergqvist, Nina Jeppsson, Marall Nasiri, Peshang Rad och Oskar Thunberg[19]
- 2021 – Ardalan Esmaili, Electra Hallman, Lindy Larsson och Magdalena Åberg[20]
- 2022 – Gustav Berg, Chatarina Larsson, Cecilia Nilsson och Gunilla Nyroos[21]
- 2023 – Katarina Lundgren-Hugg, Alexej Manvelov, Oscar Salomonsson och Paula Stenström Öhman[22]
- 2024 – Jacob Ericksson, Anna Kjellsdotter, Rasmus Luthander och Christoffer Svensson[23]